# Shaun White
Shaun Roger White (San Diego, 3 de setembro de 1986) é um snowboarder e skatista profissional estadunidense. É tricampeão olímpico do halfpipe no snowboarding.
White nasceu com Tetralogia de Fallot, um defeito congênito no coração na qual ele sofreu duas operações com menos de um ano de idade.
Em 2011, fez uma participação especial na comédia romântica"Amizade Colorida", com Mila Kunis e Justin Timberlake, que foi muito importante para um maior conhecimento do skatista. O filme foi dirigido por Will Gluck, e fez um grande sucesso na época.

## Carreira

### Primeiras medalhas
Em 2002, Shaun White conquistou suas primeiras de muitas medalhas no Winter X Games, que foram as pratas no snowboard slopestyle e superpipe. Mas mesmo com bons resultados no ano, White não conseguiu se classificar para os Olimpíadas de Inverno.
No Winter X Games 2003, White dominou as provas de snowboard superpipe e slopestyle e conquistou suas primeiras medalhas de ouro nos X Games.

### 2004
Em 2004, no Winter X Games, depois de fracassar no snowboard superpipe e não conquistar nenhuma medalha, White fez uma bela apresentação no snowboard slopestyle e conseguiu continuar dominando a prova para conseguir ganhar sua terceira medalha de ouro no Winter X Games e segunda no snowboard slopestyle.

### 2005
Nos X Games de 2005, White conseguiu a medalha de prata no Skate Vertical; no Winter X Games conseguiu ser tri-campeão de snowboard slopestyle.

### 2006
Winter X Games
No Winter X Games X, White voltou a conquistar a medalha de ouro tanto no snowboard slopestyle quanto no snowboard superpipe.
Jogos Olímpicos de Inverno de 2006

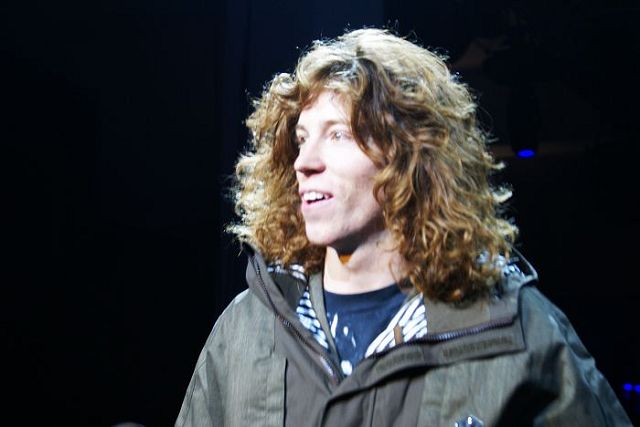
Shaun White

Nos Jogos Olímpicos de Inverno de 2006, White conseguiu se classificar e ainda conquistou a medalha de ouro no halfpipe. Na sua primeira corrida na qualificação, quase ficou de fora da competição, marcando apenas 37,7 pontos. Em sua segunda corrida, ele fez 45,3 pontos. Na final, White fez 46,8 pontos (50 é a pontuação máxima) na qual ganhou. O companheiro estadunidense Danny Kass ganhou a prata com um total de 44,0 pontos.

### 2007 a 2010
Foram anos de muitos títulos para White, inclusive 2 medalhas nos X Games (1 ouro e 1 bronze no skate vertical), 6 medalhas nos Winter X Games (3 ouros, 1 prata e 2 bronzes no snowboard slopestyle e superpipe), e várias outras medalhas em outros campeonatos como o Dew Tour, o TTR World Snowboard Tour e Winter Dew Tour.
Em 16 de novembro de 2008 White lançou seu primeiro videogame, Shaun White Snowboarding, na América do Norte (14 de novembro de 2008 na Europa). Foi o vigésimo jogo mais vendido de dezembro de 2008 nos Estados Unidos.

### 2010
Com grande determinação vence a prova de snowboard superpipe no Winter X Games, não conseguindo o mesmo no slopestyle; já nos X Games consegue levar a medalha de prata no skate halfpipe.
Jogos Olímpicos de Inverno de 2010
Nas Olimpíadas de Inverno de 2010 em Vancouver, White novamente conquistou a medalha de ouro no halfpipe. Na primeira corrida da final, fez de 46,8 pontos, pontuação alta o suficiente para garantir a medalha de ouro sem uma segunda corrida. Ele realizou sua segunda corrida de qualquer maneira; como uma volta da vitória, terminando com uma manobra inédita a qual denominou de "Tomahawk". Esta segunda corrida resultou em uma pontuação recorde de 48,4 (50 é a pontuação máxima) ampliando sua margem de vitória. Seu concorrente mais próximo, ganhou a prata com um total de 45,0 pontos, 3,4 atrás de White.

### 2011
Depois de um desempenho abaixo da média no slopestyle, não conseguindo atingir as finais no Winter X Games, White compensou ganhando o superpipe.
Já nos X Games, em Los Angeles; ele foi campeão do skate vertical.

### 2012
Winter X Games
Depois de machucar-se e infelizmente ter que desistir da competição de slopestyle, com o qual White afirmou que era sua principal meta no ano; consegue se recuperar a tempo para a competição de superpipe, e com uma apresentação histórica que lhe rendeu a inédita marca de 100 pontos, nota máxima; consegue mais uma inédita medalha de ouro.]

### 2018
Jogos Olímpicos de Inverno de PyeongChang
Shaun White se tornou tricampeão olímpico conquistando a medalha de ouro no halfpipe dos Jogos Olímpicos de Inverno de PyeongChang.

## Conquistas desportivas
- Foi o primeiro a conseguir um Cab 7 Melon Grab no skate vertical.
- Continua a ser o único skatista a realizar o frontside varial heelflip 540.[7]
- Foi o primeiro atleta na história (no snowboard ou esqui) a ganhar cinco medalhas de ouro seguidas no Winter X-Games na modalidade superpipe.
- Foi a primeira e única pessoa a vencer os dois tipos da Dew Cup: de Verão e Inverno.[8]
- Shaun White detém o recorde de maior pontuação no halfpipe masculino nos Jogos Olímpicos de Inverno. Em 2006, seus 46,8 pontos superou o recorde anterior de Ross Powers de 46,1 de 2002. Em 2010, durante os Jogos Olímpicos de Inverno em Vancouver, ele melhorou seu próprio recorde, com 48,4 pontos na sua corrida final.